# Tisza Kálmán
Borosjenői Tisza Kálmán (Nagyvárad, 1830. december 16. – Budapest, 1902. március 23.), a Tisza családból való magyar nagybirtokos, politikus, a Képviselőház alelnöke, előbb magyar belügyminiszter a Wenckheim-kormányban, majd a Magyar Királyság miniszterelnöke (ideiglenesen felváltva belügyminiszter, pénzügyminiszter és a király személye körüli miniszter is) 1875-től 1890-ig. A Szabadelvű Párt vezető politikusa és a Magyar Tudományos Akadémia igazgatósági tagja. A magyar történelem második leghosszabb ideig folyamatosan hivatalban levő kormányfője Orbán Viktor után. Az ellenzéki sajtó Tisza Kálmánt nagy hatalma miatt gúnyosan is Generálisként emlegette, ravasz politikai stílusára utalva, míg kormányának tagjait és a hozzá hű képviselőket – a híres egyiptomi elitkatonák, a mamelukok után – egyszerűen csak „mamelukoknak” nevezték lojalitásuk miatt.

## Élete

### Családja és származása

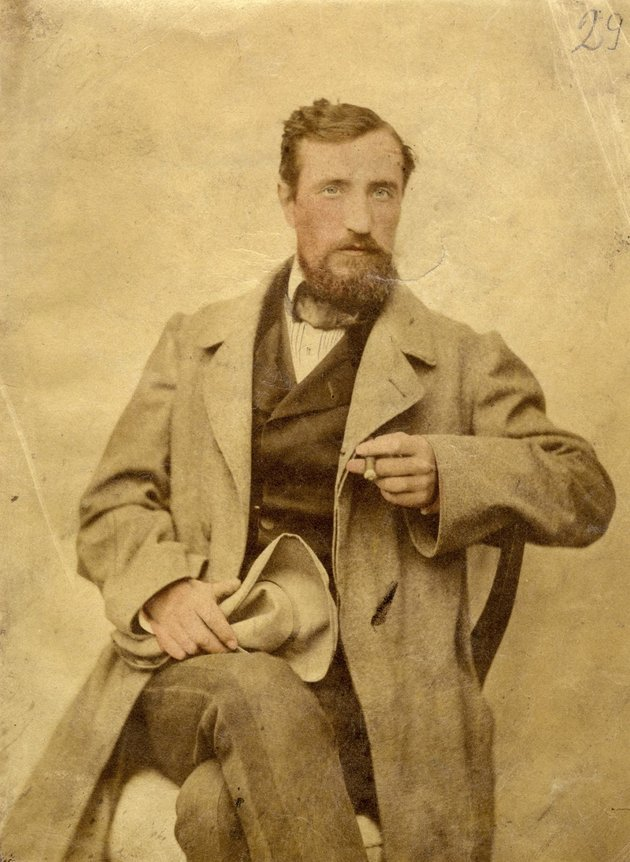
Tisza Kálmán, 1870

Tisza-kastély

A jómódú és előkelő köznemesi borosjenői Tisza családnak a sarja. Tisza Lajos (1798–1856), császári és királyi kamarás, császári megyefőnök országgyűlési követ, nagybirtokos, és gróf széki Teleki Júlia (1805–1863) negyedik gyermeke. Az apai nagyszülei Tisza László (1765–1831), nagybirtokos, és széki gróf Teleki Katalin (1777–1820) voltak. Az anyai nagyszülei széki gróf Teleki József (1777–1817), földbirtokos és széki gróf Teleki Zsófia (1784–1844) voltak. A hétgyermekes családban csak fiúk születtek, azonban közülük hárman kisgyermekként elhaláloztak. Fivérei: Tisza Domokos (1837–1856), költő, aki 19 évesen hunyt el, Tisza László (1829–1902) politikus, nagybirtokos, országgyűlési képviselő, valamint gróf Tisza Lajos (1832–1898), titkos tanácsos, szegedi királyi biztos, aki 1883. december 22-én magyar grófi címet szerzett adományban I. Ferenc József magyar királytól.

### Házassága és leszármazottai
1860. július 21-én a nyírbaktai Degenfeld-kastélyban Tisza Kálmán feleségül vette gróf Degenfeld-Schomburg Ilonát (Téglás, 1839. január 8. – Nyírbakta, 1913. június 29.), akinek a szülei gróf Degenfeld Imre (1810–1883), a tiszántúli református egyházkerület főgondnoka, földbirtokos és bökönyi Bek Paulina (1815–1856) voltak. Az apai nagyszülei gróf Degenfeld-Schomburg Miksa Kristóf (1766–1816), cs. kir. kamarás, udvari tanácsos, földbirtokos és gróf széki Teleki Anna (1780–1841) voltak. Az anyai nagyszülei bökönyi Bek Pál, földbirtokos és bárczai Bárczay Anna voltak. Tisza Kálmán és Degenfeld-Schomburg Ilona grófnő frigyéből négy gyermeke – egy leány és három fiú – született:
- gróf Tisza István (Pest, Osztrák Császárság, 1861. április 22. – Budapest, Osztrák–Magyar Monarchia, 1918. október 31.), Magyarország miniszterelnöke. Felesége: borosjenői Tisza Ilona (Mezőcsán, 1855. november 11. – Geszt, 1925. március 16.).
- Tisza Paulina (Bakta, 1862. november 9. –Budapest, 1940. március 24.), férje báró sajókazai és radványi Radvánszky Béla
- gróf ifjabb Tisza Kálmán (Pest, 1867. március 17. –Marosvásárhely, 1947. november 18.), grófi rangot kapott. Felesége: buzini gróf Keglevich Erzsébet (Abony, 1879. szeptember 10.–†Csegőd, Bihar vármegye, 1920. november 25.)
- gróf Tisza Lajos (Budapest, 1879. március 3. –Kocsord, 1942. február 20.), gyermektelenül halt meg.

Fiúgyermekei testvérének, a gyermektelen Tisza Lajosnak a grófi rangját örökölték, Tisza Lajos kívánságára; Tisza István, ifjabb Tisza Kálmán, és Tisza Lajos 1897. február 16-án magyar grófi címet szerzett adományban I. Ferenc József magyar királytól.

### Pályája

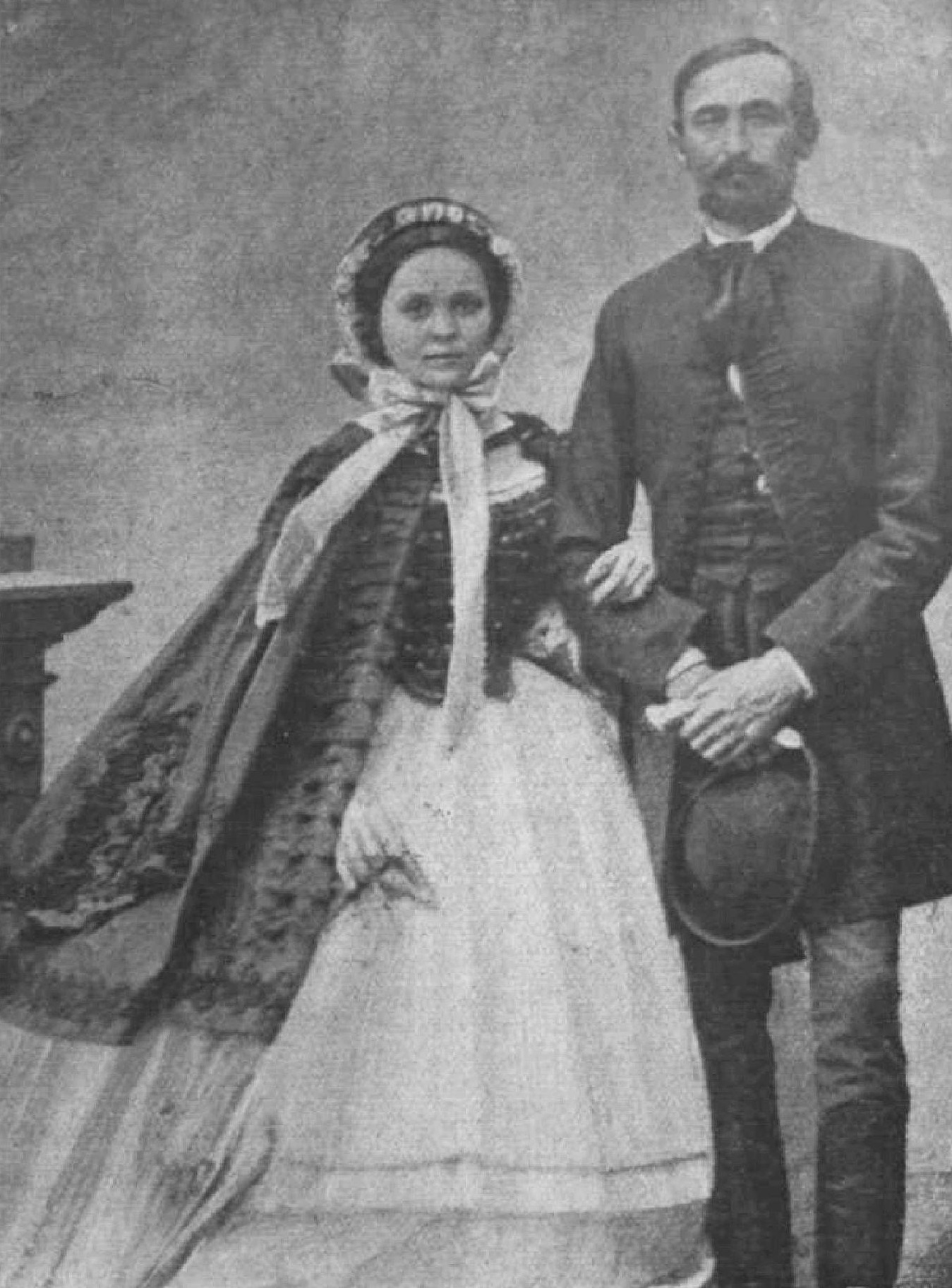
Tisza Kálmán és felesége, Degenfeld-Schonburg Ilona grófnő

1848-ban a Batthyány-kormány vallás- és közoktatásügyi minisztériumában segédfogalmazóként dolgozott. A Honvédelmi Bizottmánnyal Debrecenbe költözött. A szabadságharc leverése után másfél évre külföldre emigrált. Határozottan fellépett az 1859. szeptember 1-jei pátens protestáns autonómiát veszélyeztető intézkedései, majd a magyar törvényhozást a birodalmi tanácsnak alárendelő októberi diploma ellen is, és ezzel mint az alkotmányosság védelmezője nagy népszerűségre tett szert. 1860-ban visszautasította Bihar vármegye főispáni tisztjét, 1861-ben viszont már képviselőházi alelnök volt az országgyűlésben. A Teleki László-vezette határozati párthoz tartozott, majd amikor Teleki, aki történetesen Tisza nagybátyja is volt, öngyilkos lett, Tisza vette át rövid időre a párt irányítását. 1865-től tíz évig ő és Ghyczy Kálmán voltak a „balközép” vezérei. Ellenezte a deáki kiegyezést, 1868. április 2-án pártjával kiadták az úgynevezett bihari programot, amely állást foglalt a közös minisztériumokkal és delegációkkal szemben. Célként az önálló magyar hadsereget, pénzügyi és kereskedelmi rendszert jelölték meg. A párt szavazóit a 48-asoktól szerezte, így jelentősége megnőtt.
1875. március 1-jén elfogadták a status quót, az adott közjogi berendezkedést, és a meggyengült kormányerőkkel egyesülve létrejött a Szabadelvű Párt, amely három évtizedig tudott hatalmon maradni megszakítás nélkül. Az új hatalomkoncentráció bázisa az arisztokrácia és a középnemesi nagy- és középbirtokosok, valamint a nagytőkések voltak. Tisza maga 1875. március 2. és október 20. között a Wenckheim-kormány belügyminisztere, 1875. október 20. és 1887. február 11. között miniszterelnök-belügyminiszter, 1887. február 11. és 1890. március 13. között miniszterelnök, közben rövid ideig pénzügyminiszter és király személye körüli miniszter is volt.

### Kormányfőként

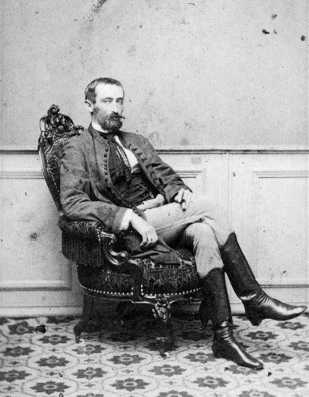
Tisza Kálmán Borsos József fényképén (1865 körül)

Kormányzása idején pártja nagyon megerősödött, parlamenti hegemóniára tett szert. Ebben nagy szerepük volt Tisza ügyes politikai manővereinek, a párt frakciói közötti kompromisszumok taktikus kimunkálásának, személyi tekintélyének, és az úgynevezett „mamelukoknak”, a Tisza személyétől függő képviselőknek (a mamelukok eredetileg a 13. századtól a 19. század elejéig Egyiptomot uraló, a szultánhoz felettébb lojális katonai réteg tagjai voltak).
Az 1867-es kiegyezéshez mindvégig tartotta magát, az ő idejére esik az új dualista államberendezkedés megerősödése, a kapitalizmus magyarországi intézményes és jogi kereteinek kiépülése.
A feudális maradványok felszámolása és a modern polgári államszervezet és -működés kialakítása is politikai prioritás lett, ugyanakkor kiállt a hatalom megvédése mellett a szerveződő tömegmozgalmaktól. Az első intézkedései között volt az 1876-os megyerendezés, melynek során minden korábbi közigazgatási egységet (szék, kerület, mezőváros, vidék, szabad királyi város stb.) felszámoltak és egységesen (elsőre 65) vármegyékbe szervezték, melyek határait is észszerűsítették.  A vármegyésítés alól csupán a magyar tengermellék (vagyis Fiume városa) maradt ki, ami megmaradt külön entitásnak (később sem lett vármegye).
1878-1879-ben bevezették az ország első magyar nyelvű büntető törvénykönyvét, a Csemegi-kódexet, 1882. január elsejével felállították a csendőrséget és Budapesten az államrendőrséget.
A közigazgatási reformok lényegi és látványos részének lezárultával, 1881-ben egyesítették a felvidéki Abaúj és Torna, valamint az erdélyi Krassó és Szörény vármegyéket értelemszerűen Abaúj-Torna vármegye és Krassó-Szörény vármegye néven, kialakítva a monarchia bukásáig fennállt 63 vármegyéből plusz a magyar tengermellékből (Fiume) álló közigazgatási rendszert.
Kormányának nemzetiségi politikája a magyarosításban foglalható össze, Tisza kísérletet tett a nemzetiségek kiszorítására a politikai életből és a közigazgatásból. Az ő idejében elfogadott, Trefort Ágoston fémjelezte, 1883-as és 1884-es iskolatörvények (amik egyben a magyarországi középiskolai alaptörvények is lettek a monarchia széthullásáig) is ebbe az irányba mutattak.
Számtalan később saját jogán is nevessé vált politikust „nevelt ki”. Személyes felfedezettje volt például Baross Gábor, akit ő emelt előbb közlekedési államtitkári, majd miniszteri posztra, de miniszterei közül később négyen is miniszterelnökké váltak: az őt váltó Szapáry Gyula, majd Wekerle Sándor (három külön alkalommal is), Széll Kálmán és végül Fejérváry Géza is.
Kormányához köthető Budapest és vele Magyarország történetének egyik leglátványosabb fejlődése, az 1879-es szegedi nagy árvíz után Szeged teljes, a korábbinál is szebb újjáépítése, a budapesti Országház tervpályázatának meghirdetése (1881), a győztes kiválasztása (1883) és az építkezés megkezdése (1885), ahogy a Magyar Állami Operaház megépítése is, országszerte számos más beruházással, folyamszabályozással (pl. Al-Duna), vasútépítéssel együtt.
Keménykezű és gyakran ellentmondásos kormányzása, sok szövetségesének korruptsága és az 1889. évi véderő-törvényjavaslat – ami az újoncállítás korlátozásán keresztül szuverenitásvesztést jelentett volna Magyarországnak – gyorsan aláásták a tekintélyét. Szintén 1889-ben, annak is a legvégén, december 20-án történt, hogy a még 1879-ben ugyanezen a napon elfogadott állampolgársági törvény értelmében (teljes joggal) elkezdték elvenni minden olyan személy, (köztük Kossuth Lajos és köre) magyar állampolgárságát, akik a törvényben meghatározott 10 év megszakítás nélküli külföldi tartózkodás után sem kértek a Monarchiától külföldi tartózkodási engedélyt.

## Lemondása és további karrierje
A Kossuth állampolgársága elvételének hírére 1890 legelején kezdődött tüntetések kiegészülve az egyszerre a párton belül és kívül is kézzel fogható és látványos népszerűségvesztéssel végül oda vezettek, hogy 1890. március 15-i hatállyal beadta lemondását. Távozását igyekezett úgy beállítani, mintha a bécsi udvar Kossuth-ellenes nyomásgyakorlása (vegyék el tőle is az állampolgárságot) ellen tiltakozna, noha valójában sem őt, sem kabinetjét nem foglalkoztatta különösebben a kérdés.
Lemondása után egészen 1901-es visszavonulásáig országgyűlési képviselő, illetve pártja egyik vezető személyisége maradt.

## Művei
- Parlamenti felelős kormány és megyei rendszer; Ráth Mór, Pest, 1865
- Tisza Kálmán zárbeszéde a baloldal 1869-ki felirata mellett. Junius 2-án; Kertész József, Pest, 1869

## Származása
| Tisza Kálmán (Nagyvárad, 1830. dec. 16.– Budapest, 1902. márc. 23.) politikus, miniszterelnök | Apja: Tisza Lajos (Nagyvárad, 1798. aug. 5.– Geszt, 1856. aug. 23.) alispán, cs. kir. kamarás | Apai nagyapja: Tisza László (Geszt, 1765 – Nagyvárad, 1831. okt. 4.) cs. kir. kamarás                                | Apai nagyapai dédapja: borosjenői Tisza László                                                                  |
| Tisza Kálmán (Nagyvárad, 1830. dec. 16.– Budapest, 1902. márc. 23.) politikus, miniszterelnök | Apja: Tisza Lajos (Nagyvárad, 1798. aug. 5.– Geszt, 1856. aug. 23.) alispán, cs. kir. kamarás | Apai nagyapja: Tisza László (Geszt, 1765 – Nagyvárad, 1831. okt. 4.) cs. kir. kamarás                                | Apai nagyapai dédanyja: Szénásy Rebeka                                                                          |
| Tisza Kálmán (Nagyvárad, 1830. dec. 16.– Budapest, 1902. márc. 23.) politikus, miniszterelnök | Apja: Tisza Lajos (Nagyvárad, 1798. aug. 5.– Geszt, 1856. aug. 23.) alispán, cs. kir. kamarás | Apai nagyanyja: gr. széki Teleki Katalin (Nagyszeben, 1777. okt. 24.– Váradolaszi, 1820. aug. 7.)                    | Apai nagyanyai dédapja: gr. széki Teleki Lajos főkormányszéki tanácsos                                          |
| Tisza Kálmán (Nagyvárad, 1830. dec. 16.– Budapest, 1902. márc. 23.) politikus, miniszterelnök | Apja: Tisza Lajos (Nagyvárad, 1798. aug. 5.– Geszt, 1856. aug. 23.) alispán, cs. kir. kamarás | Apai nagyanyja: gr. széki Teleki Katalin (Nagyszeben, 1777. okt. 24.– Váradolaszi, 1820. aug. 7.)                    | Apai nagyanyai dédanyja: gr. nagyszalontai és feketebátori Tholdy Sára (1756. március 6.-1813. január 20.)      |
| Tisza Kálmán (Nagyvárad, 1830. dec. 16.– Budapest, 1902. márc. 23.) politikus, miniszterelnök | Anyja: gr. széki Teleki Júlia (1805. szept. 29.– Geszt, 1863. febr. 16.)                      | Anyai nagyapja: gr. széki Teleki József (Szirák, 1777. dec. 25.– Kolozsvár, 1817. ápr. 7.) erdélyi kir. tábla elnöke | Anyai nagyapai dédapja: gr. széki Teleki József (Huszt, 1738. dec. 21.– Szirák, 1796. szept. 1.) főispán, költő |
| Tisza Kálmán (Nagyvárad, 1830. dec. 16.– Budapest, 1902. márc. 23.) politikus, miniszterelnök | Anyja: gr. széki Teleki Júlia (1805. szept. 29.– Geszt, 1863. febr. 16.)                      | Anyai nagyapja: gr. széki Teleki József (Szirák, 1777. dec. 25.– Kolozsvár, 1817. ápr. 7.) erdélyi kir. tábla elnöke | Anyai nagyapai dédanyja: királyfalvi Róth Janka (Szirák, 1741. aug. 1.– 1814. okt. 12.)                         |
| Tisza Kálmán (Nagyvárad, 1830. dec. 16.– Budapest, 1902. márc. 23.) politikus, miniszterelnök | Anyja: gr. széki Teleki Júlia (1805. szept. 29.– Geszt, 1863. febr. 16.)                      | Anyai nagyanyja: gr. széki Teleki Zsófia (1784. dec. 4.– Gernyeszeg, 1844. aug. 10.)                                 | Anyai nagyanyai dédapja: gr. széki Teleki Lajos főkormányszéki tanácsos                                         |
| Tisza Kálmán (Nagyvárad, 1830. dec. 16.– Budapest, 1902. márc. 23.) politikus, miniszterelnök | Anyja: gr. széki Teleki Júlia (1805. szept. 29.– Geszt, 1863. febr. 16.)                      | Anyai nagyanyja: gr. széki Teleki Zsófia (1784. dec. 4.– Gernyeszeg, 1844. aug. 10.)                                 | Anyai nagyanyai dédanyja: gr. nagyszalontai és feketebátori Tholdy Sára (1756. március 6.-1813. január 20.)     |

## Ajánlott irodalom
- Antal Géza: Koloman von Tisza. (Utrecht)
- Gratz Gusztáv: Modern magyar államférfiak. Tisza Kálmán In: Huszadik Század (1902)
- Vécsey Tamás: Tisza Kálmán (Celldömölk, 1931)
- M. Kondor Viktória: Az 1875-ös pártfúzió In. Értekezések a történettudomány köréből (Budapest, 1959)
- Magyarország története III. (Budapest, 1964)
- Mikszáth Kálmán: Az én kortársaim (Budapest, 1904)
- Kozári Monika: Tisza Kálmán és kormányzati rendszere (Budapest, 2003. Napvilág Kiadó)
- Kozári Monika: Tisza Kálmán (Budapest, 2019. Gondolat Kiadó)